# 458 (číslo)
Čtyři sta padesát osm je přirozené číslo. Následuje po číslu čtyři sta padesát sedm a předchází číslu čtyři sta padesát devět. Římskými číslicemi se zapisuje CDLVIII a řeckými číslicemi υνη.

## Matematika
458 je:
- Deficientní číslo
- Složené číslo
- Nešťastné číslo

## Astronomie
- (458) Hercynia je planetka hlavního pásu, kterou objevili v roce 1900 Max Wolf a Arnold Schwassmann

## Roky
- 458
- 458 př. n. l.